# Fist Olimpiai Stadion
A Fist Olimpiai Stadion (oroszul: Олимпи́йский стадио́н «Фишт») 2013-ban épült sportlétesítmény, amely a 2014. évi téli olimpiai játékokra épült. A stadion Szocsi egyik elővárosában, Ádlerben, az olimpiai parkban található. Nevét a 2867 m magas Fist hegycsúcsról (cserkeszül: fehér fej) kapta. 
2014. február 7-én a Fist Stadionban tartották a 2014. évi téli olimpiai játékok megnyitó-, és február 23-án a záróünnepségét. A 2018-as labdarúgó-világbajnokság idején a stadion 6 mérkőzésnek ad otthont. A stadion mellett halad el továbbá a Sochi International Street Circuit versenypálya nyomvonala, amelyen a Formula–1 orosz nagydíjat rendezik.

## A Fist Stadion mérkőzései a 2018-as labdarúgó-világbajnokságon
| 2018. június 15. 21:00 (20:00) |

| Portugália                    | 3–3               | Spanyolország           |
| ----------------------------- | ----------------- | ----------------------- |
| Ronaldo 4' (11-esből) 44' 88' | (2–1) Jegyzőkönyv | Costa 24' 55' Nacho 58' |

| Olimpiai Stadion, Szocsi Nézőszám: 43 866 Játékvezető: Gianluca Rocchi (olasz) |

| 2018. június 18. 18:00 (17:00) |

| Belgium                    | 3–0               | Panama |
| -------------------------- | ----------------- | ------ |
| Mertens 47' Lukaku 69' 75' | (0–0) Jegyzőkönyv |        |

| Olimpiai Stadion, Szocsi Nézőszám: 43 257 Játékvezető: Janny Sikazwe (zambiai) |

| 2018. június 23. 21:00 (20:00) |

| Németország                           | 2–1               | Svédország   |
| ------------------------------------- | ----------------- | ------------ |
| Reus 48' Boateng 71′, 82′ Kroos 90+5' | (0–1) Jegyzőkönyv | Toivonen 32' |

| Olimpiai Stadion, Szocsi Nézőszám: 44 287 Játékvezető: Szymon Marciniak (lengyel) |

| 2018. június 26. 17:00 (16:00) |

| Ausztrália | 0–2               | Peru                      |
| ---------- | ----------------- | ------------------------- |
|            | (0–1) Jegyzőkönyv | Carrillo 18' Guerrero 50' |

| Olimpiai Stadion, Szocsi Nézőszám: 44 073 Játékvezető: Szergej Karaszjov (orosz) |

| 2018. június 30. 21:00 (20:00) |

| Uruguay       | 2–1               | Portugália |
| ------------- | ----------------- | ---------- |
| Cavani 7' 62' | (1–0) Jegyzőkönyv | Pepe 55'   |

| Olimpiai Stadion, Szocsi Nézőszám: 44 287 Játékvezető: César Arturo Ramos (mexikói) |

| 2018. július 7. 21:00 (20:00) |

| Oroszország                                    | 2–2 (h. u.)                 | Horvátország                         |
| ---------------------------------------------- | --------------------------- | ------------------------------------ |
| Cserisev 31' Fernandes 115'                    | (1–1, 1–1, 1–2) Jegyzőkönyv | Kramarić 39' Vida 101'               |
| Büntetőpárbaj                                  |                             |                                      |
| Szmolov Dzagojev Fernandes Ignasevics Kuzjajev | 3–4                         | Brozović Kovačić Modrić Vida Rakitić |

| Olimpiai Stadion, Szocsi Nézőszám: 44 287 Játékvezető: Sandro Ricci (brazil) |